# Angry Birds
Angry Birds (česky naštvaní ptáci) je počítačová hra vyvinutá finskou společností Rovio. Cílem hry je v roli ptáků získat zpět svá vejce, která jim byla odcizena nepřáteli – zelenými prasaty. Hráči v ní pomocí praku vymršťují ptáky do herního pole a snaží se tak zasáhnout tato prasata a tím je zneškodnit. První verze hry byla vydána 10. prosince 2009 pro operační systém iOS firmy Apple. Následně byla hra vydána pro operační systémy Android a Symbian.
Hra se setkala s pozitivními ohlasy od uživatelů i od kritiků. Od vydání přesáhla hranici sta milionů stažení napříč operačními systémy. Úspěch hry zapříčinil i vznik verzí pro herní konzole a osobní počítače; fanoušci se dočkali také plyšových hraček, krytů na mobilní telefony a dalších produktů. Vývojáři chtějí v budoucnosti přenést Angry Birds i na televizní obrazovky, případně na filmová plátna.
Hře se dostalo nespočet variací v různých herních žánrech které ne vždy vycházely pouze na mobilní telefony. Ve velké spolupráci s firmou Microsoft si můžete hry zahrát i na počítači.
Originální příběh mluví o znepřátelení prasat a ptáků poté co byly prasata unuděni jezením trávy a zkusili ukrást vejce. Naštvaní ptáci se rozhodli zaútočit na bránící se prasata a získat své potomky zpět. Film se již vzdaluje od originální představy, ale základní myšlenka prasat které se pokouší jíst vejce zůstává.

## Hra
Příběh začíná krádeží ptačích vajec v nestřežené chvíli. Ptáci (a s nimi i hráč) se dozví, že viníkem jsou zelená prasata. Ptáci se rozzuří (odtud název hry) a snaží se dostat svá vejce zpět. V průběhu hry se snaha získat zpět svá nenarozená mláďata mění spíše ve snahu pomstít se prasatům-zlodějům.
Na počátku má hráč k dispozici pouze jediný, základní druh ptáka. Jak hráč postupuje dále, získává nové druhy, každý s jinou schopností. V současné době je v základní verzi hry k dispozici osm druhů ptáků: základní červený (v podstatě maskot hry, nemá žádnou speciální schopnost), žlutý (se schopností zrychlit za letu), modrý (je schopen se za letu rozdělit se na tři menší modré ptáky), černý (po dopadu vybouchne), bílý (může shodit bombu ve tvaru vejce), velký červený (je schopen zničit velkou část konstrukce), zelený (dokáže se vracet jako bumerang), oranžový (po dopadu se nafoukne jako balón)a růžový (který nafoukne množství bublinek, které se vznesou i s okolními objekty a prasaty, asi po třech sekundách bublinky prasknou a vše dopadá zpátky na zem ). Každý druh ptáků má určitou specializaci – např. modrý je účinný proti konstrukcím z ledu, zatímco černý efektivně ničí kostky z betonu. V kapitole Ham em high přibyla navíc možnost zakoupit si speciálního ptáka – tzv. Mighty Eagle. Jedná se o obrovského orla, který dokáže zničit celý level, ale hráč nedostane hvězdy.
Také prasata mají určitou typologii. Při postupu ve hře se hráč setká se základními zelenými prasaty, prasaty v helmách, kovbojskými prasaty a dalšími. Na konci každé skupiny úrovní (každého "světa") čeká na hráče tzv. boss, "náčelník" daného kmene prasat, ten je označen zlatou korunou. Každá úroveň má přednastavený počet ptáků a jejich pořadí; pokud se hráči podaří zničit všechna prasata daným počtem ptáků, postupuje do další úrovně.
Prasata byla vybrána proto, že v době vývoje hry byla v plném proudu epidemie "prasečí chřipky" (což je i důvod jejich podivného zbarvení).

## Postavy

### Red Bird (Red, v češtině Rudohněv, zkráceně Ruďák)
- základní postava hry
- nemá žádné velké schopnosti, ale po klepnutí na obrazovku red (zakřičí) a zboří prasatům dům

### Blue Bird (Jay, Jake, a Jim (The Blues, česky Modrasové))
- po kliknutí se jeden Blue Bird rozdělí na tři (The Blues)
- jeho zvláštní schopností je rozbíjení skla

### Yellow Bird (Chuck, česky Žluťas)
- po kliknutí letí rychleji
- dokáže snadněji rozbít dřevo

### Black Bird (Bomb, česky Bombas)
- po kliknutí nebo po několika sekund vybouchne a efektivně ničí všechno kolem

### White Bird (Matilda)
- po kliknutí vypustí bombu ve tvaru vejce

### Boomerang Bird (Hal)
- po kliknutí se vrátí zpět jako bumerang

### Big Brother Bird (Terence)
- podobný základní postavě (Red), ale je větší a má mnohem ničivější schopnosti

### Orange Bird (Bubbles, česky Bublina)
- po kliknutí se nafoukne a ničí všechno kolem sebe je nejchytřejší ze všech ptáků

### Pink Bird (Stella)
- po kliknutí nafoukne množství bublinek, které se vznesou i s okolními objekty a prasátky, asi po třech sekundách bublinky prasknou a vše dopadá s ničivými účinky zpátky na zem

### Short Fuse Black (Bomb)
- Black bird s mnohem ničivějšími účinky
- Dá se zakoupit; pokud ho hráč použije v jiné epizodě než Short Fuse, má velkou výhodu

### Mighty Feather Red (Red)
- základní postava očarovaná tzv. mocným peřím
- kliknutím se určí přesný směr letu (hráč v tomto případě nemá problém přesně zaměřit potřebné místo dopadu)

### Telebird (Red)
- Tento pták se vyskytuje v Angry birds Seasons
- Po podržení se zobrazí okruh ve kterém jsou věci a hráč může zvolit kam se pták i s věci teleportuje.

### Mighty Eagle (orel Vazoun)
- speciální postava
- nemůžete-li dokončit level, vystřelíte z praku konzervu sardinek, pro ni přiletí hladový Mighty Eagle a zničí vše, co mu stojí v cestě
- level dokončený touto postavou není hodnocen hvězdičkami

### Helmet pig (maršál Jelítko)
- obrněný čuník
- v The pig setup má dvě helmy přes sebe

### Moustache pig (Vepředák)
- větší prase s knírem a se srandovním ocáskem.

### King pig (Ovar První, ve filmu Leonard)
- Hlavní nepřítel série angry birds
- Je pouze ve finálních kolech

### Minion pig (vepřisluhovači)
- nejslabší prasátka
- natvrdlí

## Kapitoly
| Kapitola      | Počet úrovní | Vydáno        |
| Poached Eggs  | 63           | Prosinec 2009 |
| Mighty Hoax   | 42           | Únor 2010     |
| Danger Above  | 45           | Duben 2010    |
| The Big Setup | 45           | Červen 2010   |
| Ham ´Em High  | 45           | Prosinec 2010 |
| Mine and Dine | 45           | Červen 2011   |
| ------------- | ------------ | ------------- |
| Birdday Party | 15           | Prosinec 2011 |
| Surf and Turf | 45           | Březen 2012   |
| Bad Piggies   | 15           | Říjen 2012    |

Základní hra je rozdělena na sedm kapitol. Hlavním rozdílem mezi nimi je grafické provedení jednotlivých úrovní.

### Poached Eggs
Hráč se seznámí s prasaty a tří a pět ptáků (?) (Red, Jay, Jake, Jim, Chuck, Bomb, Matilda). Prasata ukradla ptákům vajíčka a tím je velmi rozhněvala. Ti tak mají 63 levelů na to, aby ukradená vajíčka získali zpět.

### Mighty Hoax
Prasata opět odcizila ptáčkům jejich vajíčka a navíc se pokusila ptáky oklamat dřevěnými napodobeninami. Kapitola nepřináší žádné novinky, jen dalších 42 levelů.

### Danger Above
Ve třetí kapitole naleznete 45 levelů a poté, co ho osvobodíte z klece, i nový typ ptáka – zeleného (Hal). Prasata si tentokrát postavila balón a pokoušejí se rozzuřeným ptákům uletět.

### The Big Setup
Prasata si konečně uvědomila, že nemá cenu krást vejce, když pak stejně podlehnou útokům ptáků. Proto všechny ptáky chytnou a uvězní je v klecích. Jeden z nich, velký červený (tzv. Big Brother), se však osvobodí a v 45 levelech postupně zachrání i ostatní. V této kapitole používáte hlavně zeleného a velkého červeného ptáka.

### Ham ’em High
Kapitola obsahuje 45 levelů a westernové prostředí. Prasata se totiž rozhodla ukrást vejce pomocí lasa. Součástí kapitoly jsou také tři bonusové levely, které se dají odemknout pomocí Facebooku. Název kapitoly je parodií na hang ’em High

### Mine and Dine
Tato kapitola s 45 levely se odehrává v podzemí. Prasata vykopala důl a ukryla do něj nakradená vejce.

### Birdday party
Tato kapitola byla vydána pro oslavu druhých narozenin hry Angry birds noví ptáci oranžový (Bubbles) a růžový (Stella). Název je parodií na birthday party (narozeninová oslava).

### Surf and Turf
Tato kapitola s 30 levely se odehrává na pláži. Tuto epizodu můžete najít na Facebooku.

### Short Fuse
Prasata chytnou vajíčka a jdou s nimi experimentovat. Jenže se jim rozbije trubka s tekutinou, která obsahuje elektrický proud a ta pohltí černého ptáka. Hráč hraje jako u jiných kapitol, ale přidá se tam černý pták nabitý elektřinou.

### Red mighty's feathers
Kapitola obsahuje 30 levelů, z toho 15 obyčejných a 15 speciálních (prasata pochopily, že když budou stát, budou poražené. Navíc chtějí ukrást vajíčko červeného ptáka s orlím peřím. Prasata teda vymýšlejí různé stroje. Hráč hraje s pouze s červeným ptákem s orlím peřím.) U obyčejných levelů jsou tam všichni ptáci s červeným ptákem, který má peří od orla

### Golden Eggs
Kapitola Golden Eggs obsahuje 33 levelů zpřístupněných nalezením tzv. zlatých vajec. Ty se nacházejí po celé hře a mohou se získat různými způsoby. Podle toho se rozdělují do několika skupin:
- vejce, která jsou umístěna v různých informacích o hře, při výběru kapitol nebo levelů (ne ve hře samotné)
- vejce, která jsou umístěná přímo ve hře (to jsou buď přímo zlatá vejce, nebo nějaké předměty, které je zastupují)
- zlatá vejce "Total Destruction" (získaná při maximálním počtu hvězd v dané kapitole)
- speciální vejce (poslední takové byla akce proti AIDS formou "Red Golden Egg" – speciální level získaný rozkliknutím vejce, které se zobrazovalo místo reklamy)

Po nalezení vejce se na obrazovce zobrazí zářící symbol zlatého vejce.
Samotné levely nejsou náročné na splnění. Jde o speciální levely, které spočívají v nějaké řetězové reakci nebo krativitě provedení.

## Speciální kapitoly
Existují i jiné verze základní hry. Jedna z nich je doplňkem pro prohlížeč Google Chrome a druhá je hrou pro sociální síť Google+.
Doplněk pro prohlížeč obsahuje kapitolu Chrome dimension, jejíž kola se odemykají za pomoci nalezení a sestřelení symbolu Google Chrome a Google+ zase kapitolu Teamwork, jejíž kola se odemykají pozváním přátel ke společné hře.
Existuje i varianta hry pro Facebook.

## Další verze hry

### Angry Birds Space
Angry Birds Space je nový titul, který se odehrává ve vesmíru. Trajektorie vystřelených ptáků je proto dokonale rovná a jediné, co ji ovlivňuje, jsou planety se svou gravitací. Partnery Angry Birds Space jsou i NASA a National Geographic.

### Angry Birds Seasons
Angry Birds Seasons je sváteční verze hry. Dělí se na tři části – 2011, 2012 a 2013. Princip hry zůstává stále stejný; obměňuje se pouze vzhled úrovní (např. ve vánočním balíčku jsou vidět vánoční stromky a dárky) a prasat (např. v halloweenském balíčku některá vypadají jako duchové).

#### 2011
V této části je k dispozici několik balíčků: halloweenský, vánoční, valentýnský, Den svatého Patrika, velikonoční, Letní piknik a tzv. Mooncake festival (s čínskou grafikou podle čínského svátku – Mooncake festival).

#### 2012
Tato epizoda obsahuje nové balíčky, které se odehrávají o stejných svátcích, jako dřívější epizody Angry Birds Seasons, ale s mírně pozměněnou grafikou, hudbou i zcela novými úrovněmi. Nové kapitoly nesou názvy: Ham’o’ween, která obsahuje i nový druh ptáčka: Globe bird (dokáže se nafouknout) a Wreck the halls (což je vánoční epizoda) a Year of the Dragon (Místo Mighty Eagle je Mighty Dragon), a obsahuje novou kapitolu Cherry Blossom (Třešňové květy). Tato epizoda se odehrává v Japonsku. Kapitola Piglantis napodobuje bájnou Atlantidu a je určena jako letní kapitola. Je zde voda-nové prostředí podobně jako ve Space gravitace. Nedávno také vyšla nová kapitola, ve které je nový druh ptáčka (slečny), která kolem sebe vytvoří bublinu a vše co se do bubliny dostane vzlétne a poté spadne.

#### 2013
Ročník 2013, nebo chcete-li Seasons 3, začal opět Halloweenem. Tento svátek se tedy v kapitole Haunted Hogs vrací již potřetí. Vyšel 23. října a obsahuje 30 nových úrovní. Hratelnost se stále drží ve vyjetých kolejích, ale Rovio i do této 14 kapitoly Seasons dokázalo přidat další novinky. Mezi nimi vynikají zejména ghostly blocks, tedy průhledné a do určité míry i průchozí krabice, které hru zpestřují. Hráči tu potkají i Prasata v podobě netopýra a Frankensteinova monstra.
Následující kapitolou bude Winter Wonderham, která vyjde 1. prosince a slavit bude, jak jinak, Vánoce, a to již tradičním stylem, kdy hráči dostanou každý den k dispozici novou epizodu, kterých bude dohromady 25. Hráči Angry Birds Seasons tak opět nepotřebují adventní kalendář s čokoládami.

### Angry Birds na Facebooku
Angry Birds jsou nyní i na Facebooku a oproti původní verzi hry přináší řadu novinek a vylepšení. Většina levelů z Facebookových Friends se však později dostala i do tradičních Angry Birds, ale facebook si stále uchovává velké lákadlo v podobě sociálních interakcí a soutěžení s přáteli.

### Angry Birds Rio
Angry Birds Rio je v podstatě samostatná verze hry; je částečně založena na filmu Rio společnosti Fox Digital Entertainment a Blue Sky Studios. Ptáci byli v této verzi uneseni do brazilského města Rio de Janeiro. Dostanou se do obrovského "skladiště" ptáků, jako jediní jsou ale schopni dostat se ven z klece. Úkolem v této verzi je nejprve zachránit všechny ostatní unesené ptáky z jejich klecí, poté ptáci opustí Rio a vydají se do džungle, kde se snaží najít svého únosce a pomstít se mu.
Angry Birds Rio obsahuje tyto kapitoly:
- Smuggler’s Den
- Jungle Escape
- Beach Volley
- Carnival Upheaval
- Airfield Chase
- Smuggler’s Plane

a speciální kapitolu Golden Beachball, která se odemkne nalezením a sestřelením zlatého volejbalového míče v Beach Volley.

### Angry Birds Go!
Jde o závodní verzi Angry Birds. Hráč začíná s červeným ptákem (red). Hráč má k dispozici celkem 4 kapitoly. Když hráč naposledy porazí bosse, odemkne se mu nová kapitola. Hráč má také celkem na výběr 5 druhů hry v každé kapitole. První jsou závody. Hráčovým úkolem je skončit na stupni vítězů a posbírat co nejvíce mincí. Druhý druh hry se jmenuje Fruit splat. Hráčovým úkolem je rozsekat tolik ovoce, aby mu zmizel ovocný řetěz. Jakmile hráč rozseká více ovoce než je na řetězu, ovoce se přemění na mince, ale hráč pořád může sbírat. Třetí je v řadě Time boom. Hráčovým úkolem je dojet do cíle dříve, než vyhoří šňůra. Hráč musí uhýbat předmětům na dráze, které ho při nárazu zpomalí. Ve hře jsou zpracovaná i místa, kam může hráč spadnout. Po pádu např. do propasti dojte k zpětné teleportaci hráče. Čtvrtým druhem hry je Versus, kdy hráč má za úkol porazit svého soupeře, který je ovšem bot. Úplně posledním druhem hry je Boss. Porazí-li hráč bosse třikrát, boss se přidá na stranu hráče z toho důvodu, že už je poražen. Za poražené bosse může pak hráč hrát. Každý pták nebo prase mají jinou schopnost, co se týče power-upů. Červený pták může zrychlit, tak jako např. modrý nebo žlutý pták. Létat pak umí prasečí král nebo růžová ptačí slečna, ve hře známá jako Stella. Bílá ptačice známá jako ve hře jako Matilda umí za sebou zanechat minu v podobě vajíčka které se ovšem hráč může vyhnout. Blesky pak paralyzuje Big red brother, který je ve hře znám spíš Terrence, na prasečí straně pak paralyzuje TNT Foreman pig (prasečí děda).

### Angry Birds Volcano
Angry Birds Volcano je online verze, která byla v roce 2011 vytvořena jako reklama pro firmu Fazer. Zdarma jsou k dispozici tři levely, přístup do dalších úrovní hráč získá po zadání tajného kódu z balíčku bonbonů Tyrkisk Peber.

### Angry Birds Pistachios
Angry Birds Pistachios je taktéž online verze, velmi podobná Angry Birds Volcano, vytvořená pro firmu Wonderful Pistachios, která se odehrává v zeleném prostředí plném pistácií.

### Bad Piggies
V tomto nepřímém pokračování se hráč ujme role nenáviděných Prasátek. Těm musí pomoci najít mapu k ptačím vejcím. Jenže mapa je rozprášena po celém ostrově prasátek, takže na hráči je dopravit zelené antagonisty původní série za pomoci roztodivných dopravních strojů za jejich cílem.
Hráč má na starost právě budování dopravních prostředků, které mohou jezdit i létat. Na začátku každého kola má hráč k dispozici čtvercovou síť a několik součástek. Zbytek je na jeho fantazii, ale dostat se do cíle není zpravidla vůbec snadné, tudíž existuje pouze pár „správných“ kombinací. Ale právě tvorba těch nesprávných a postupné přicházení na ideální varianty je základem hratelnosti Bad Piggies. Ta je o mnoho náročnější a bohatší, než u původních Angry Birds, což je jedině ku prospěchu série.
Součástí hry je i takzvaný Sandbox mód, který umožňuje vyhrát si na „pískovišti“ a vyzkoušet všechny možnosti, na které není v základní hře čas a prostor.

### Angry Birds: Star Wars
Po Bad Piggies se Rovio opět vrátilo k Angry Birds, ale na tradiční hratelnost navlékává populární univerzum Star Wars. Přepracováno je vše – od samotných Angry Birdů, přes nepřátele, až po hudbu, zvuky a prostředí.
Ve Star Wars se setkáte jak s běžnými „pozemskými“ úrovněmi, tak s levely ve vesmíru. Role vašich naštvaných ptáků převezme například Luke Skywalker, Obi-Wan Kenobi, nebo legendární dvojka robotů C3PO a R2D2. Každá postava má přitom schopnosti, které zapadají do univerza, takže Obi-Wan dokáže vyslat Sílu, aby zničila překážky i nepřátele, a R2D2 vysílá elektrické šoky, které překážkami projdou a zničí jen nepřátele.
Jak je u Angry Birds zvykem, hra má svůj příběh – v tomto případě je vše usnadněno, protože děj kopíruje klasické filmy. Mezi úrovněmi se opět vyskytují roztomilé animace, které hráče uvádějí do situace (Vader unáší Leiu, …), aby mělo jeho snažení nějaký smysl. Zde mají velkou výhodu znalci univerza Star Wars, kteří si mohou celou hru vychutnat se vším všudy. I pro ostatní hráče je však Angry Birds: Star Wars nepostradatelným dílem v sérii zejména díky zcela přepracovaným schopnostem ptáků, které značně obohacují hratelnost.

### Angry Birds: Star Wars 2
Po Angry Birds: Star Wars je tu druhé pokračování této hry. Zatím co Angry birds star wars se odehrává v epizodách 4, 5 a 6, druhý díl se odehrává v epizodách 1, 2, 3 a v seriálu Rebels . Zde si můžete zahrát třeba za Mistra Yodu, Jar Jar Binkse, Anakina a jeho ženu Padmé. Zde si můžete zahrát také za temnou stranou, jako Vadera, hraběte Dooku, Jango a Boba Fetta. Existují i tzv. telepods (telepodložky). Umístíte tzv. telepodložku na přední fotoaparát tabletu nebo chytrého mobilu, umístíte plastovou hračku na telepodložku, tablet nebo chytrý telefon automaticky vyfotí hračku a hračka se ukáže ve Vašem praku! Zkrátka nový zábavný způsob jak hrát Angry Birds: Star Wars 2...

### Angry Birds: Stella
Hra vydána v září 2014 je dalším přírůstkem do rodiny her Angry Birds.
Na začátku začínáte se Stellou (zmíněno výše), která má však jiné vlastnosti. Dokáže se odrážet od věcí, na které namíříte. Po každé 10. úrovni je takzvaný (wall of pigs) neboli prasečí zeď. Celou hru ovšem nehrajete jen se Stellou, ale i s jinými ptáky. Vaším úkolem ve hře Angry Birds Stella je osvobodit unesenou ptačí královnu fialové barvy jménem Gale. Kamarádi Stelly je žlutá ptačice jménem Poppy (nahrazuje Matildu s mnohem zajímavějším a účinnějším útokem zvaným "Tornado Dive"), ptačí mládě světle modré barvy jménem Luca (nahrazuje The blues s mnohem silnějším a lepším útokem zvaným "The Soundwawe Shock, v češtině "Výkřik Smrti". Tenhle útok funguje jen na sklo.), pták s elfí pruhovanou čepičkou jménem Willow (Ten má útok zvaný "Vortex Spin", což znamená, že se roztočí tak, že zničí vše co stihne během svého útoku), oranžová ptačice jménem Dahlia, (která se teleportuje na nějaké místo v jejím směru, což je dobré při překonání nezničitelných věci. Hned po teleportaci začne dělat útok zvaný "Science-Fu", což znamená že lehce rozseká věci jako sklo, dřevo a slabší věci. Jejím koníčkem je experimentování s elixíry.) Orla Vazouna nahrazuje výbušné kladivo, které "vymaže" všechny věci v místě doteku, nezničí však vše a neublíží všem prasatům tak jako Vazoun. Do hry byly samozřejmě přidány nové zvuky, a to jak ptáků, tak prasat.

### Angry Birds Epic
V tomto dílu si zahrajete RPG bitvy. Na začátku hry se dozvíte, že prasata ukradla 5 vajec (v origniálu jsou jen 3) v čele s Prince Porky a Wizpig (toto prase je v originále kuchař.)
Začínáte s Redem (rytíř), ale pak si získáváte další 4 ptáky, jimiž jsou Chuck (mág), Matilda (lékařka), Bomb (pirát) a The blues (lučištníci).

### Angry Birds 2
Angry Birds 2 tak trošku nepřekvapivě nejvíce připomíná vůbec první hru série, jenž autorům přinesla popularitu. Prostředí je v některých případech podobné a objeví se i staří známí opeřenci. Standardní červený, výbušný černý a další.
Při vystřelování z praku si nyní můžete vybrat, jakého opeřence v daný moment použít. Dříve to hry vždy určovaly samy. Rovněž si v průběhu úrovně můžete zpřístupnit další „munici".
Úrovně mohou mít tentokrát více jednotlivých částí, které musíte plnit postupně v předem daném pořadí. Likvidaci prasat a jejich opevnění okoření také spousta speciálních schopností, jenž některé ukazuje úvodní video.
Mimo sólo misí můžete zkusit také nový Arena režim. Vyzvat na souboj lze kamarády, či kohokoliv dalšího.

### Angry Birds Transformers
Tentokrát zapomeňte na natahování praku a střílení do přednastavených překážek. Nic takového hra Angry Birds Transformers nenabízí. Samozřejmě, opět se ve hře setkáte s úhlavními nepřáteli rozzlobených ptáků v podobě robotických prasat, ale ty budete tentokrát ničit za pomoci moderních zbraní vašeho Trans-ptáka.
Společnost Rovio si pro hráče připravila nemalé překvapení, jelikož se pro tentokrát vydala úplně jiným směrem. V Angry Birds Transformers je vaším úkolem přeběhnout level a zničit co možná nejvíce prasat. Váš robotický pták neustále běží vpřed a posílá notné dávky střeliva směrem k protivníkům. Díky tomu, že se nacházíme ve světě Transformers, dokáže se váš hrdina proměňovat v automobil. Tuto schopnost využijete především při vyhýbání se padajícím překážkám. V průběhu hry budete odemykat nové hrdiny a postupně si je i vylepšovat. Rovněž vám budou předkládány stále nové a těžší mise.

### Angry Birds Evolution
Angry Birds jsou opět zpátky. V této android hře musíte vybudovat stabilní tým, vytrénovat své ptáčky a dostat se opravdu daleko. K dispozici je přes 300 různých ptáčků v RPG zpracováním. Je to naprosté drama. Vytvořte si svůj vlastní tým, kombinujte super schopnosti a vyvíjejte se.
Co ve hře Angry Birds Evolution zažijete
Každý týden jsou tady nové události ve kterých budete muset udělat vše proto, abyste jste se stali silnějšími. Soupeřte proti ostatním protivníkům ve světě Oinktagon, kde vstoupí na území dva týmy ale vystoupí pouze jeden. Jsou zde turnaje hráč vs hráč, kde si užijete spoustu legrace.

## Film
V roce 2016 byl vydán film Angry Birds ve filmu.
Premiéru v českých kinech měl tento film 12. května 2016, v USA 20. května téhož roku.
V roce 2019 byl vydán film Angry Birds ve filmu 2.
Premiéru v českých kinech měl tento film 29. srpen 2019, v USA 14. srpen téhož roku.
V roce 2026  výjde Angry Birds ve filmu 3.[zdroj?]

## Kritika
Na konci ledna 2014 se objevila zpráva — jež vychází z dokumentů, které Edward Snowden předal deníku The Guardian — podle níž zpravodajské služby NSA a GCHQ získávaly z Angry Birds a dalších aplikací osobní data uživatelů například jako je jejich poloha. Rovio tvrzení o spolupráci s těmito agenturami popřelo.